# Либија (митологија)
Либија (Λιβύη) је у старогрчкој митологији била ћерка египатског краља Епафа, сина Зевса и Ио, и жене му Мемфис, по којој је, по античким Грцима, био назван град Мемфис. Либија је била љубавница Посејдона и родила Агенора краља сидонског и оца Европе, Белоса каснијег египатског краља (вероватно изведено од Баала), и Ламију. Либија је исто старогрчки назив за Африку, тиме је Либија представљала афрички континент.